# ポソン

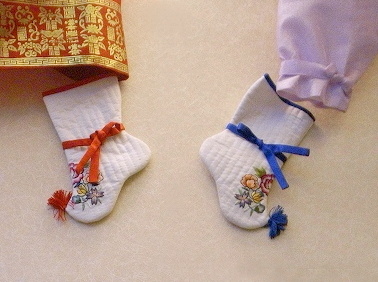
タレボソン

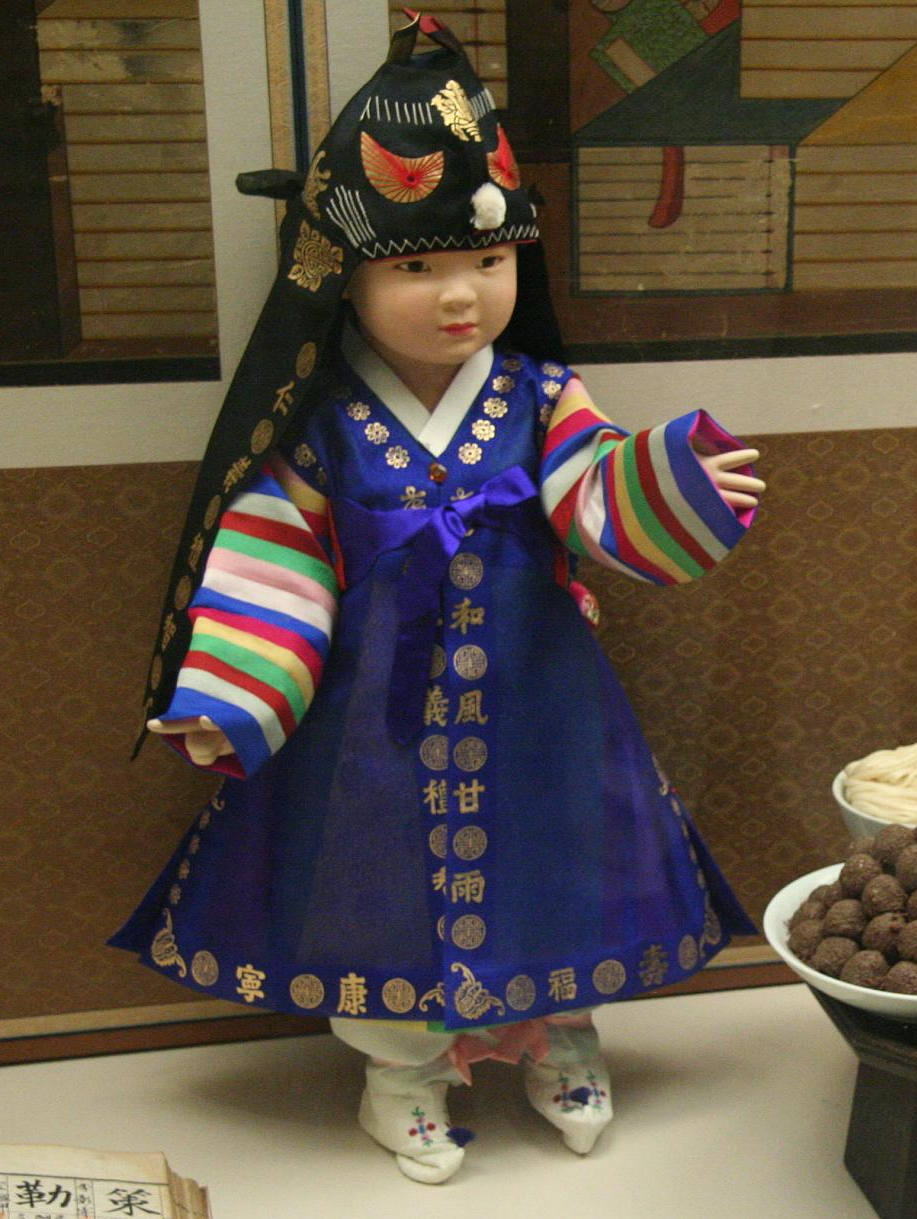
タレボソンを履かせた男児の人形

ポソン（朝鮮語: 버선）は、履物の一つ。韓服を着る際に素足の上に履く朝鮮半島の伝統的な履物の一種。足袋。木綿やクァンモク（幅の広い木綿の布）で作る。その作り方によって名称が異なり、ホッポソン、キョッポソン、ソムボソン、ヌビボソンなどがある。また、子供用のポソンとして、コンボソンとタレボソンがある。

## 素材と形状
通常、素材は白い木綿や粗織の木綿で、足を温めるため、布地の中に綿を入れて縫って作る。防寒のために足底の部分に特に多く綿を入れたり、逆に綿を薄くする、全く入れないなど、寒暖差による地域差がある。
形状は全体的に足の形を真似て作るが、足の入る部分に比べて足首が細く作られており、履いたときの長さはすねの下までのものが一般的である。

## 歴史

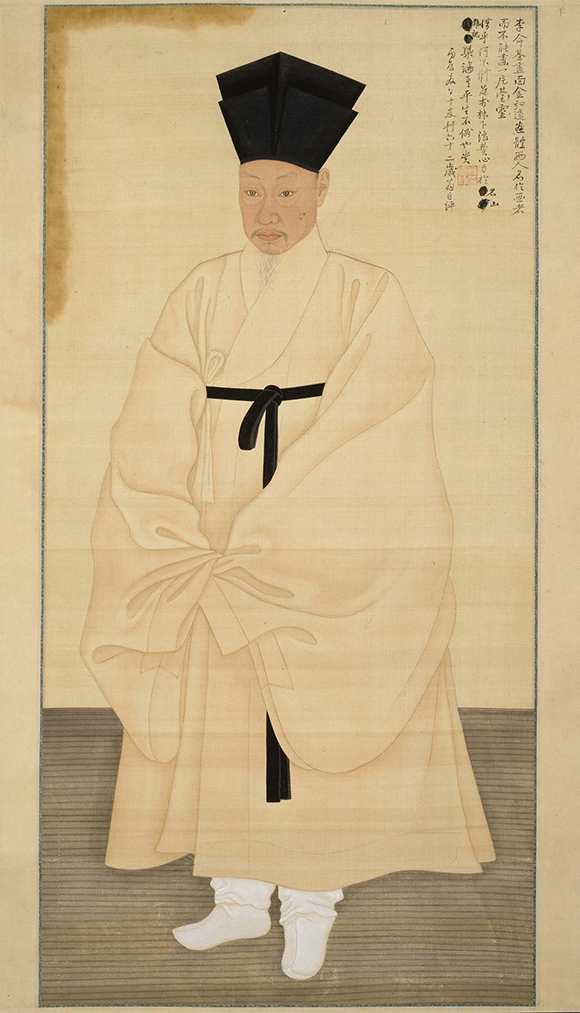
金弘道・李命基の描いた「徐直修像」1796

歴史的な変遷をみると、古くは足の形を第一に作られていたが、朝鮮時代の中頃には足を実際より小さく見せようとしたり、綿を多く入れてふっくらと見せていたり、「コ」と呼ばれるつま先の部分を上向きに整え、全体的には緩やかな曲線を美しく見せるなど、見た目へのこだわりが風俗画にもみられるようになった。朝鮮を代表する画家・金弘道が1796年に描いた「徐直修像」では、白いポソンのすらりとした線をよく描き出している。かつては男女ともに日常の衣類であったポソンだったが、20世紀に入り洋服の普及により靴下を履き始めると廃れ、現代においては結婚式などの大きな行事で女性が韓服を着用する時などのみに着用するものとなっている。

## 文化
韓国では男女とも、素足を他人に見せることは礼儀に反するという伝統的な価値観があり、四季を問わずポソンを履く文化があったため、これを美しく見せるこだわりが生まれたと考えられている。細長くすらりとした線を描くポソンは、韓服のゆったりとした曲線美と調和した韓国特有の服飾文化であり、ポソンにまつわる諺もうまれた。
- 馬にのせてポソンを縫う - 準備を怠り、差し迫ってから慌てるという意味のことわざ。
- ポソンを履いて足の裏をかく - 重要なところに到達できず、残念である。その方法ではうまくいくはずがない、という意味のことわざ[2]。